# Салем М'Баката
Салем М'Баката (фр. Salem M'bakata, нар. 19 квітня 1998, Кіншаса) — футболіст ДР Конго, захисник турецького клубу «Газіантеп».

## Ігрова кар'єра
У дорослому футболі дебютував 2015 року виступами за команду «Сошо-2», в якій провів п'ять сезонів, взявши участь у 59 матчах чемпіонату. 
Своєю грою за цю команду привернув увагу представників тренерського штабу головної команди «Сошо», до складу якої приєднався 2018 року. Відіграв за команду із Сошо наступні три сезони своєї ігрової кар'єри. Більшість часу, проведеного у складі «Сошо», був основним гравцем захисту команди.
До складу клубу «Аріс» приєднався 2022 року. Станом на 23 травня 2023 року відіграв за клуб з Салонік 31 матч в національному чемпіонаті.